# Every Little Thing
Every Little Thing(gọi tắt là ELT) là một ban nhạc pop-soft rock Nhật Bản có 3 thành viên gồm Mochida Kaori, Ito Ichiro  và Igarashi Mitsuru.Sau khi nhóm cho ra đời album thứ 3 Eternity năm 2000, Igarashi Mitsurru đã rời nhóm. Từ đó ELT chỉ còn hai thành viên.

## Thành viên
Mochida Kaori:ca sĩ hát chính, người viết lời nhạc (sinh ngày 24/3/1978)
Ito Ichiro: chơi gita, người soạn nhạc (sinh ngày 10/11/1967)
Iragashi Mitsuru: keyboar, sản xuất nhạc, người viết lời (sinh ngày 17/5/1969)

## Tiểu sử
Nhóm được sáng lập bởi Iragashi Mitsuru năm 1996.Ông là một nhà sản xuất nhạc của hãng đĩa Avex Trax.Lúc đó, Igarashi đang tìm kiếm một giọng ca nữ mới để thành lập  nhóm nhạc trong đó ông cũng tham gia vào 
làm thành viên với tư cách là một nhạc công keyboar. Ông đã phát hiện ra Mochida Kaori- một cô gái trẻ đang cố gắng tự khẳng định mình trong vai trò ca sĩ hát đơn sau khi nhóm The Kuro Buta All Stars của cô tan rã (Một nhóm nhạc gồm nhiều cô gái trẻ rất giống với Morning Musume).Vào thời điểm đó, Kaori vẫn còn đi học.
Igarashi đã không thốt lên được lời nào sau khi nghe thử giọng của Kaori. Ông bị ấn tượng mạnh bởi giọng ca ngọt ngào nhưng rất mạnh mẽ của cô. Igarashi yêu cầu Kaori tham gia vào nhóm nhạc của mình và cô đồng ý. Ngoài ra, ông còn nhờ  bạn của mình là Ito Ichiro tham gia giúp đỡ trong thời gian thực hiện đĩa đơn đầu tiên với vai trò là người chơi gita. Đĩa đơn "Feel my heart" do chính Igarashi viết lời, soạn nhạc, hòa thanh đã đạt được thứ hạng khả quan trên bảng xếp hạng dẫn đến việc nhóm đã bắt đầu tạo nên sự chú ý. Sau đó Ito Ichiro quyết định ở lại nhóm cùng với bạn mình.
Album đầu tiên của họ "Everlasting" là một thành công lớn. Bán được gần 2 triệu bản giúp ELT trở nên vô cùng nổi tiếng. Hóm đứng nhất lần đầu tiên trên bảng xếp hạng trong lần phát hành điac đơn For the moment
Album thứ 2 "Time to destination" phát hành năm 1998 đã trở thành một album bán chạy nhất của năm. Đến bây giờ, "Time to destination vẫn được xem như một album bán chạy nhất của ELT. Album này bao gồm luôn cả 
đĩa đơn bán chạy nhất "Time goes by"- một giai điệu ballad.
Vào thời điểm phát hành album thứ 3 "Eternity" năm 2000, Igarashi đã quyết định rời nhóm để sản xuất nhạc cho một vài ca sĩ khác của Avex. Từ đó, ELT chỉ còn hai người (Theo đúng như dự định ban đầu của Igarashi).Với sự ra đời của đĩa đơn "Ai no Kakera" trong hoàn cảnh đó, ELT đã thay đổi phong cách âm nhạc của mình từ sự phối hợp hai thể loại nhạc pop-rock mang đậm dấu ấn của Igarashi sang thể loại Soft-rock nhẹ nhàng hơn. Trước đó, đĩa đơn "Sure" (được xem như bài hát cuối cùng có sự tham gia của Iragashi) đã cho thấy sự chuyển biến và người nghe có thể cảm nhận điều đó rõ ràng hơn trong đĩa đơn "Ai no kakera". Vào ngày 1/1/2001, đĩa đơn "Fragile" phát hành tạo nên một sự đột phá, bài hát mang tên đĩa đơn được đưa vào danh sách các bài hát bất hủ của ELT mọi thời đại. Đĩa đơn này bán được 829.580 bản vào năm 2001.
Album mới nhất của họ vào năm 2004 "Commonplace" có khá nhiều các bài hát ballad nhẹ nhàng. Tuy nhiên album bị xem như một thất bại vì số lượng tiêu thụ không cao (chỉ khoảng 313 ngàn bản). Sự nổi tiếng của ELT bắt đầu đi xuống. Nhưng không giống như những ban nhạc nổi tiếng đương thời bị tan rã như Do As Infinity và Day After Tomorow, hai thành viên vẫn hợp tác bền bỉ, làm gợi nhớ tới các ban nhạc nổi tiếng lâu năm nhưng còn gắn bó thân thiết như Dreams Come True hay Globe.
Tháng 11/2004, cặp bài trùng này cho ra đời đĩa đơn "Koibumi/Good night".Đây quả là một bất ngờ cho nhiều người vì đĩa đơn trụ được khá lâu trên bảng xếp hạng và số lượng bán ra cũng tăng khả quan so với các đĩa đơn trước đó. Có thể nguyên do là vì bài hát "Good night" là nhạc nền cho game mang tên "Tales of rebirth".
ELT đã không phát hành đĩa nhiều như trước đây nữa (hai đĩa đơn năm 2004, chỉ duy nhất 1 đĩa đơn năm 2005, một acoustic compilation album "ACOUSTIC:LATTE").
Tháng 3/2006, họ cho ra đời đĩa đơn thứ 29 "Azure moon" và kỷ niệm 10 năm ca hát của mình bằng việc phát hành đĩa đơn "Hi-Fi message". Tổ chức A concert tour 2006-2007 nhằm quảng bá cho album "Crispy Park" phát hành tháng 8/2006. Đĩa đơn thứ 31 "Swimmy"- bài hát cho bộ phim truyền hình của Nhật "Kekkon dekinai otoko" cũng ra vào cuối tháng. Đĩa đơn tiếp theo phát hành vào ngày 8/8/2007 của nhóm mang tên "Kirameki hour".

## Các phát hành

### Album
- [1997.04.09] everlasting
- [1998.04.15] Time to Destination
- [2000.03.15] eternity
- [2001.03.22] 4 FORCE
- [2003.03.19] Many Pieces
- [2004.03.10] commonplace
- [2006.08.09] Crispy Park
- [2008.03.05] Door

### Đĩa đơn
- [1996.08.07] Feel My Heart
- [1996.10.23] Future World
- [1997.01.22] Dear My Friend
- [1997.06.04] For the moment
- [1997.08.06] Deatta Koro no You ni (出逢った頃のように; Like The Time When We Met)
- [1997.10.22] Shapes of Love / Never Stop|Shapes Of Love / Never Stop!
- [1998.01.07] Face the change
- [1998.02.11] Time goes by
- [1998.06.17] FOREVER YOURS
- [1998.09.30] NECESSARY
- [1999.01.27] Over and Over
- [1999.03.03] Someday, Someplace
- [1999.10.20] Over and Over / ELT Songs from L.A.
- [2000.01.01] Pray / Get Into A Groove
- [2000.02.16] sure
- [2000.06.14] Rescue me / Smile Again
- [2000.10.18] Ai no Kakera (愛のカケラ; Fragments of Love)
- [2001.01.01] fragile / JIRENMA
- [2001.02.21] Graceful World
- [2001.10.17] jump
- [2002.05.15] Kioku (キヲク; A Memory)
- [2002.08.16] Sasayaka na Inori (ささやかな祈り; Modest Prayer)
- [2002.12.18] UNTITLED~4ballads~
- [2003.03.12] Grip!
- [2003.07.30] Fundamental Love (ファンダメンタル・ラブ)
- [2003.11.12] Mata Ashita (また　あした; See You Again Tomorrow)
- [2004.02.25] Soraai (ソラアイ)
- [2004.12.15] Koibumi / good night (恋文; Love Letter)
- [2005.10.26] Kimi no Te (きみのて; Your Hand)
- [2006.03.15] azure moon
- [2006.06.14] Hi-Fi Message (ハイファイ メッセージ)
- [2006.08.30] Swimmy (スイミー)
- [2007.08.08] Kirameki Hour (キラメキアワー; Twinkle Hour)
- [2007.10.31] Koi wo Shiteiru / Fuyu ga Hajimaru yo feat. Makihara Noriyuki (恋をしている / 冬がはじまるよ; I Love / Winter Has Begun)
- [2008.02.13] Sakurabito (サクラビト; Cherry Blossom Person)
- [2008.08.27] Atarashii Hibi / Ougon no Tsuki (あたらしい日々 / 黄金の月; New Days / Gold Moon)

### Đĩa DVD
- [2000.03.29] Every Little Thing Concert Tour '98 Time to Destination
- [2000.03.29] The Video Compilation (8Clips)
- [2000.08.30] Every Little Thing concert tour spirit 2000
- [2001.01.31] Ai no Kakera (愛のカケラ)
- [2001.03.07] The Video CompilationII (7Clips)
- [2001.03.28] fragile~Graceful World
- [2001.09.27] Every Little Thing Concert Tour 2001 4 FORCE
- [2002.03.13] THE VIDEO COMPILATION I & II
- [2002.12.11] Every Little Thing BEST CLIPS
- [2003.01.29] nostalgia
- [2003.04.16] THE VIDEO COMPILATION III
- [2003.12.03] every little thing: 2003 tour MANY PIECES
- [2005.03.24] every little thing commonplace tour 2004 2005
- [2006.09.27] THE VIDEO COMPILATION IV
- [2007.03.07] every little thing concert tour 2006-2007 ~Crispy Park~
- [2007.08.08] Every Little Thing 10th Anniversary Special Live at Nippon Budokan

### Album khác
- [1997.09.17] The REMIXES
- [1998.11.18] The REMIXES II
- [1999.03.31] Every Best Single + 3
- [2001.09.05] SUPER EUROBEAT presents Euro Every Little Thing
- [2001.12.05] Every Ballad Songs
- [2002.02.27] Cyber TRANCE presents ELT TRANCE
- [2002.02.27] The Remixes III ~Mix Rice Plantation~
- [2002.05.29] The Japan Gold Disc Award 2002 (#3 fragile)
- [2003.09.10] Every Best Single 2
- [2005.02.16] ACOUSTIC: LATTE
- [2007.02.14] 14 message ~every ballad songs 2~
- [2007.07.25] iTunes Originals - Every Little Thing (download-exclusive)